# Daïra d'Ouled Yaïch
La daïra d'Ouled Yaïch est une daïra d'Algérie située dans la wilaya de Blida et dont le chef-lieu est la ville éponyme d'Ouled Yaïch.

## Communes de la daïra
La daïra est composée de trois communes : Ouled Yaïch, Chréa et Beni Mered.

## Géographie
| Daïra d'Oued Alleug | Daïra d'Oued Alleug              |                                     |
| Daïra de Blida      | Daïra d'Ouled Yaïch              | Daïra de Boufarik, Daïra de Bouinan |
|                     | Daïra d'Ouzera (Wilaya de Médéa) | Daïra de Bougara                    |